# 13481 Aubele
13481 Aubele eller 1978 VM11 är en asteroid i huvudbältet som upptäcktes den 6 november 1978 av de båda amerikanska astronomerna Eleanor F. Helin och Schelte J. Bus vid Palomarobservatoriet. Den är uppkallad efter Jayne C. Aubele.
Den tillhör asteroidgruppen Astraea.